# Villa du Temps retrouvé

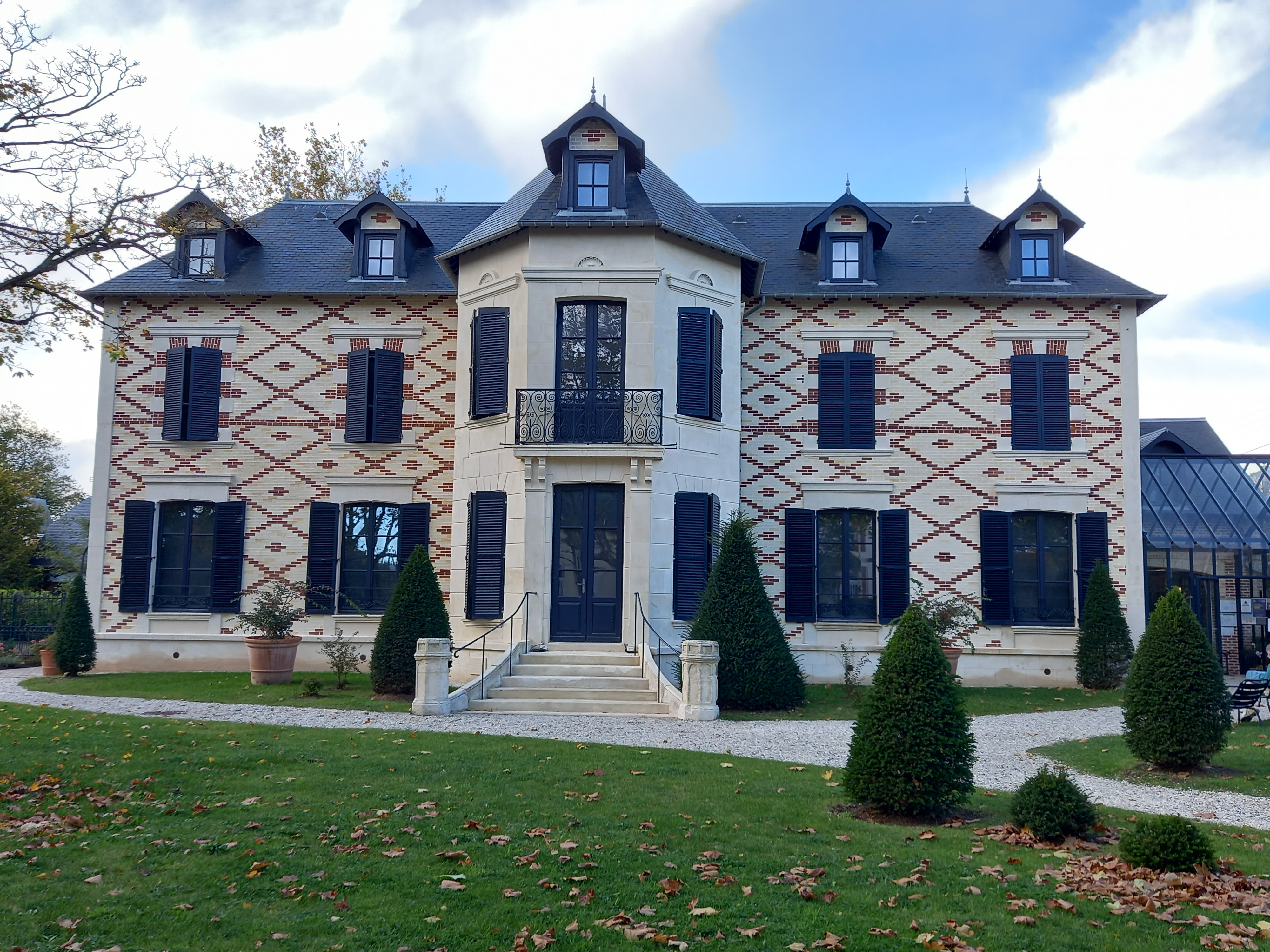
Villa du Temps retrouvé

Villa du Temps retrouvé is een museum gewijd aan de belle époque in de Normandische badplaats Cabourg, gelegen aan de Avenue du Président Raymond Poincaré.

## Villa Bon Abri
Het museum is gevestigd in Villa Bon Abri, een vakantievilla ontworpen door de Franse architect Clément Parent voor zijn familie. De villa werd gebouwd in de jaren 1860 in neorenaissancestijl. Het hoofdgebouw heeft een opvallend ruitmotief in baksteen terwijl een uitbouw in natuursteen uit Caen is opgetrokken. De wintertuin in de villa heeft een opvallend glazen plafond in art-nouveaustijl.
De villa werd in de jaren 1970 opgekocht door de gemeente Cabourg die er verschillende diensten in onderbracht.

## Museum
Het museum is gewijd aan de belle époque, de periode tussen 1900 en het begin van de Eerste Wereldoorlog, met verwijzingen naar Marcel Proust. Proust verbleef tussen 1907 en 1914 elke zomer in Cabourg en hij was een kennis van de familie Parent, al is het niet geweten of de schrijver ooit de Villa Bon Abri bezocht. Voor de aankleding van het museum werd beroep gedaan op het dépôt du Mobilier national, een nationale stock van museale meubelen. Verder werden 350 kunstwerken in bruikleen gegeven door verschillende musea en privépersonen. Hieronder is een portret van Marcel Proust uit 1892 door Jacques-Émile Blanche. Daarnaast is er werk van Claude Monet, David Hockney en René-Xavier Prinet.